# Jean-Philippe Rameau
Jean-Philippe Rameau [ʒɑ̃fi'lip ʀa'mo]IPA (25. září 1683, Dijon, Francie – 12. září 1764, Paříž, Francie) byl jeden z nejdůležitějších francouzských skladatelů a teoretiků hudby barokní éry. Byl nástupcem slavného Jeana-Baptisty Lullyho jako dominantní skladatel francouzské opery, a několikrát byl napadán zastánci italské operní školy (intelektuální debata, tzv. „válka šašků“ v roce 1752). Jeho přínosem světu opery bylo zavedení přizpůsobivosti, dramatičnosti a výraznosti, na což později navázal svým dílem Gluck. Dalším příjemným oživením byla pestrost jeho meziher vkládaných do oper.

## Život
Jean-Philippe Rameau se narodil v Dijonu podle dochovaných pramenů 25. září 1683. S hudbou se setkal již v raném dětství, jeho otec byl varhaníkem v katedrále sv. Štěpána (dnes již tento kostel není katedrálou) v Dijonu. Vzdělání získal na dijonské jezuitské koleji, kde už jako mladý komponoval drobné skladby. V 18 letech opustil jezuitskou kolej a odjel studovat hru na varhany a housle do Itálie. Jako další Evropané se zde učil italské kompozici (která ho ovlivnila na celý život) a hudebnímu stylu. Přepisoval si zde také díla italských i dalších evropských autorů.
V roce 1702 podepsal smlouvu na post varhaníka ve městě Clermont-Ferrand a zůstal zde celé čtyři roky. V roce 1706, v Paříži, publikoval první dílo pro cembalo Premier livre de pièces de clavecin a později získal v kostele sv. Benedikta post druhého varhaníka. Po této cenné zkušenosti odešel zpět do Dijonu, kde získal na necelých 6 let post varhaníka u jakobínů. Po zklamání, které přišlo ve chvíli, kdy se jeho bratr oženil se ženou, kterou sám Rameau miloval, odešel do Clermontu, kde zůstal celých 8 let. V této době Rameau studoval harmonii (propojuje hudbu s matematikou) a psal drobné varhanní skladby pro své žáky. Vznikla zde i teoretická práce, která vyšla v roce 1722: Traité de l'harmonie réduite à ses principes naturels (Pojednání o harmonii chápané z jejích přirozených základů).
Když Jean-Philippe přišel v roce 1723 do Paříže, bylo mu již 40 let. Na kontě měl již skladby pro cembalo, kantáty a moteta. Teprve v roce 1732 získal varhanické místo v kostele Sainte-Croix de la Bretonnerie. Roku 1726 se Rameau oženil s mladou Marií-Louisou Mangotovou z lyonské hudební rodiny. V Paříži byl znám více díky svým hudebním spisům, než jako skladatel, a soustředil se zde především na jevištní díla, tedy operu, pro kterou hledal jakékoliv libreto, které by zhudebnil. Šanci získal až v 50 letech, kdy se setkal s dramatikem abbé Pellegrinem. Jejich spolupráce přinesla první ovoce v podobě opery Hyppolyte et Aricie, která měla premiéru v červenci 1733. Díky tomuto dílu se Rameau seznámil s Voltairem a napsal hudbu k divadelní hře Princesse de Navarre (Princezna z Navarry), která měla premiéru 23. února 1745 ve Versailles. Po tomto úspěchu získal Jean-Philippe post „skladatele komorní hudby“. Poté přišel s další, teď však komickou operou Plateé. V květnu 1764 byl Rameau povýšen do šlechtického stavu – získal titul rytíře sv. Michala. Jean-Philippe Rameau 12. září 1764 zemřel ve svých 80 letech. Pohřben je v pařížském kostele sv. Eustacha, dnes však přesné místo jeho odpočinku neznáme.

## Hudební řeč
Jean-Philippe Rameau byl skladatelem motet, kantát, drobných instrumentálních skladeb, ale také velkých vokálně instrumentálních děl – oper, píše jak operu seriu (vážnou operu) – Dardanus, tak operu buffu (komickou operu) Les Indes Galantes, Plateé. Často se u Rameaua objevují skladby s podobným motivem jak ve skladbě pro cembalo, tak pro celý orchestr.
Po jeho smrti bylo jeho lyrické dílo zapomenuto a ignorováno 140 let. Pařížská Schola Cantorum uvedla v roce 1903 v režii Charlese Bordese jeho operu La guirlande. To byl výchozí bod k postupnému znovuobjevení Rameauova díla, které zařazují do svého repertoáru přední soubory barokní hudby.
Jean-Philippe Rameau byl označen autorem nadčasovým, patřil mezi nejvýznamnější francouzské hudebníky 18. století a ovlivnil nejednoho skladatele, třeba W. A. Mozarta, Hectora Berlioze a další. Známý dirigent specializující se na barokní hudbu Marc Minkowski v jednom z rozhovorů řekl toto: „Stačilo by přidat do závěrečného sboru Paladýnů pár dechů a máme tu skvělého Offenbacha! Až takhle předběhl svou dobu!“.

## Dílo

### Instrumentální dílo
- Trois livres de pièces de clavecin – dílo pro cembalo, 3 knihy publikovány (1706, 1724, 1728)
- Les pièces de clavecin en concert (1741)
- La Dauphine pro cembalo (1747)
- taneční suity z vlastních oper

### Kantáty
- Les amants trahis
- L'impatience
- Aquilon et Orithie
- Orphée
- Thétis (1727)
- Le berger fidèle (1728)

### Moteta
- Deus noster refugium (dříve 1716)
- V convertendo (c.1718)
- Quam dilecta (1720)
- Laboravi

### Opery a další scénické práce
- Hippolyte et Aricie (1733)

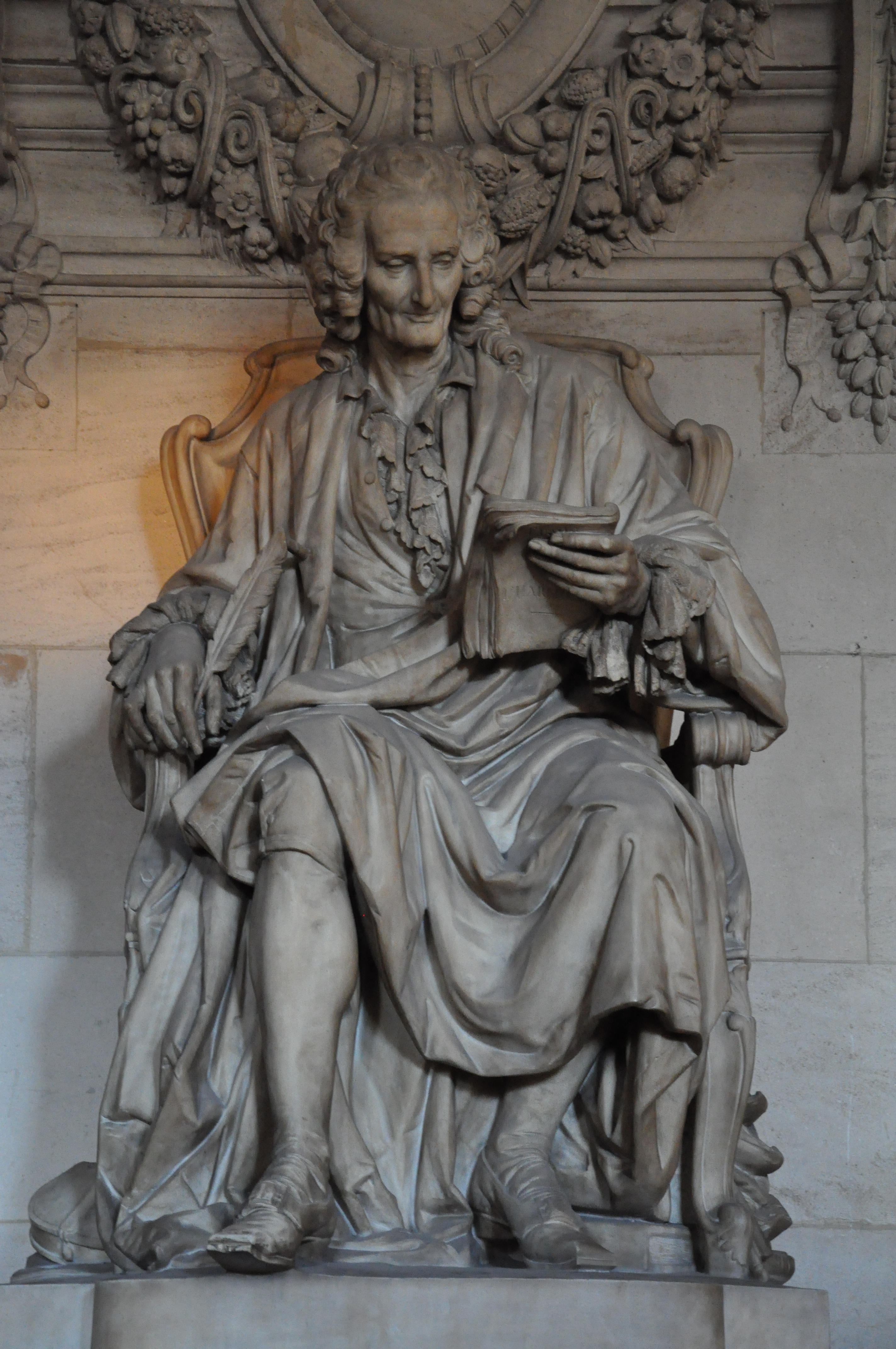
Socha Jean-Philippe Rameaua v Palais Garnier

Touto pětiaktovou tragédií lyrique uvedenou v Paříži v červenci 1733 a ve dvorní opeře 1. října téhož roku se padesátiletý Rameau představil jako autor hudebního dramatu. Libreto abbé Simona-Josepha Pellegrina se inspirovalo Euripidovou tragédií a Racinovým dramatem Phedre. Vypráví příběh Théseovy manželky Faidry, která vzplane láskou ke vlastnímu synovi Hippolytovi. Ten jí však odmítne, neboť miluje Aricii. Théseus obviní syna z toho, že se pokusil svést Faidru, a vyžene jej. Mořský netvor zahubí Hippolyta ve chvíli, kdy se chystal odplout s Aricií. Faidra spáchá sebevraždu a Hippolytova pověst je očištěna. Bohové ho za odměnu propustí z říše mrtvých, takže se může znovu setkat se svou milou.
- Les Indes galantes (RCT 44, Dvorní Indové), 1735, přepracováno 1736)

V této opeře-ballet o prologu a čtyřech vstupech (dějstvích) se samostatnými příběhy vystupují obyvatelé „Indie, Peru a Severní Ameriky – indiáni“. Tento název označoval v Rameauově době jakoukoliv vzdálenou, exotickou zemi. Díky umístění děje si mohl Rameau dovolit nezvyklé harmonické, melodické i rytmické postupy obhájit tvrzením o snaze přiblížit posluchači exotické prostředí.
- Castor et Pollux (1737)

Tragédie-lyrique podle libreta Pierra-Josepha Bernarda. Příběh se odehrává ve starověkém Řecku: Pollux je jako Jupiterův syn nesmrtelný, jeho bratr Castor je smrtelník. Když Castora zabijí, nabízí Pollux Castorově milé Télaiře výměnou svůj život. Zmatená Télaira souhlasí pod podmínkou, že Pollux odejde do podsvětí. Současně mu však líčí radostný život bohů na Olympu. Pollux se nenechá ve svém odhodlání zviklat. Před branami podsvětí na něj čeká Phébé, která ho miluje, a pokouší se jej přimět k návratu, zatímco Télara mu dodává odvahy. S Merkurovou pomocí vstupuje Pollux do podsvětí. Castor se chce vrátit na jeden den na zem, jenom proto, aby Télairu přesvědčil, že nemůže Polluxovu oběť přijmout. Jupiter nakonec rozhodne, že na Olymp vystoupí oba bratři a Télaira je následuje.
- Les Boréades (1763)

Lyrická tragédie (tragédie lyrique mise en musique) o pěti aktech. Libreto připisované Louisi de Cahusac (1706–1759) je volně založeno na řecké legendě o Abarisovi a objevují se v něm zednářské prvky. Opera se během autorova života nehrála, pouze se připracovala k uvedení v roce 1763 v pařížské Opeře. Ve 20. století se opera začala znovu uvádět a nahrávat.
- Les fêtes d'Hébé ou les Talens Lyriques čili les Talens Lyriques (RCT 41, 1739)
- Dardanus (1739)
- La princesse de Navarre (1744, Libreto: Voltaire)
- Platée (1745)
- Les fêtes de Polymnie (RCT 39, 1745)
- Le temple de la Gloire (RCT 59, 1745; přepracováno 1746, Libreto: Voltaire)
- Les Fêtes de Ramire (1745)
- Les fêtes de l'Hymen et de l'Amour čili Les Dieux d'Egypte (RCT 38, 1747)
- Zaïs (1748)
- Pygmalion (1748)
- Les surprises de l'Amour (RCT 58, 1748; přepracováno 1757)
- Naïs (1749)
- Zoroastre (1749)
- La Guirlande (1751)
- Acanthe et Céphise (1751)
- Daphnis et Églé (1753)
- Les Sybarites (1753)
- La Naissance d'Osiris (1754)
- Anacréon (1754)
- Les Paladins (1757)
- Anacréon (1757)

Některá díla, například Nélée et Myrthis nebo Zéphyre (Les Nymphes de Diane) (1754), se nedochovala.

## Spisy
- Traité de l'harmonie réduite à ses principes naturels (Pojednání o harmonii chápané z jejích přirozených základů) (Paříž 1722)
- Démonstration du principe de l'harmonie (Paříž 1750)